# Warhammer 40.000: Inquisitor – Martyr
Warhammer 40.000: Inquisitor – Martyr ist ein Action-Rollenspiel im Rollenspiel-Universum Warhammer 40.000 von Games Workshop. Es wurde vom ungarischen Entwickler NeocoreGames entwickelt und nach einer Early-Access-Phase am 5. Juni 2018 für Windows veröffentlicht. In Zusammenarbeit mit dem französischen Publisher Bigben Interactive veröffentlichte das Studio die Spiele im August 2018 auch für die Konsolen PlayStation 4 und Xbox One.

## Handlung
Schauplatz der Handlung ist der weit entlegene Caligari-Sektor im Segmentum Tempestus des menschlichen Imperiums. Kennzeichnend für den Sektor ist die ständige Bedrohung durch sogenannten Warp Surges, Raumanomalien, die ganze Systeme für Jahrhunderte vom Normalraum abtrennen können und für das Erstarken des Chaos sorgen. In diesem Sektor taucht ein seit langem verschollenes Inquisitorenschiff namens „Martyr“ wieder auf und macht durch entsprechende Notrufe auf sich aufmerksam. Das Konklave-Oberhaupt im Caligari-Sektor, Grigori Maldor, sendet einen seiner Inquisitoren aus, um das Schicksal des Schiffs zu klären.

## Spielprinzip
Der Spieler hat für seinen Spielercharakter die Wahl zwischen drei Klassen mit unterschiedlichen Schwerpunkten und Fähigkeiten: Kreuzritter (Nahkampf), Psioniker (Magier) und Assassine (Fernkampf, Ausweichen). Mit seiner Figur landet der Spieler auf unterschiedlichen Planeten des Caligari-Sektors, um feindliche Angriffswellen abzuwehren und die Bereiche zu säubern, verbündete Charaktere zu befreien oder um als Eskorte zu unterstützen. Als Schauplätze dienen bspw. Eisplaneten, Stadtgebiete oder Raumstationen. Wie in einem Action-Rollenspiel üblich, trifft man dabei auf einen zahlenmäßig überlegenen Gegner, den es in actionorientierten Echtzeitkämpfen zu besiegen gilt. Diese rekrutieren sich aus den  meisten Fraktionen des Warhammer-40k-Universums, einschließlich Chaos-Kultisten und Dämonen. Eine besondere Funktion ist das Deckungssystem, durch das sich die Spielfigur zeitweise hinter Strukturen vor Angriffen in Sicherheit bringen kann, die aber auch zerstört werden können. Für das Töten der Gegner sammelt die Spielfigur Erfahrung und kann im Laufe des Spiels ihre Attribute ausbauen. Neue Fähigkeiten werden vor allem durch die Ausstattung mit Waffen und Rüstungen verliehen. Diese können im Spiel gefunden oder bei einem Händler erworben werden. Außerdem besteht die Möglichkeit, sich durch Crafting eigene Gegenstände zu erstellen. Stirbt die Spielfigur wird sie an einen zuvor erreichten Respawn-Punkt zurückversetzt und kann das Spiel von dieser Stelle aus fortsetzen.
Der Mehrspieler-Modus umfasst einzelne kooperative Gefechte mit bis zu drei Mitspielern sowie Duelle 1 gegen 1 bzw. 2 gegen 2. Es gibt keinen vollwertige Koop-Zugang zur Kampagne. Lediglich in Reinigungs-Missionen kann ein befreundeter Mitspieler während der Kampagne eingeladen werden, darf aber keinen eigenen Charakter erstellen, sondern lediglich aus drei vorgenerierten Varianten pro Klasse wählen. Diese Figur besitzt kein Inventar und ihre Stärke ist identisch zu der des Hauptspielers.
Mit einem späteren Update wurde der Warzone-Modus für hochstufige Charaktere eingeführt. Es handelt sich um einen Horde-Modus, der hochstufigen Spielfiguren die Chance auf hochwertige Ausrüstungsgegenstände bietet.

## Rezeption
Warhammer 40.000: Inquisitor – Martyr erhielt gemischte Wertungen (Metacritic: 67 von 100 (Win)/65 (PS4)/71 (XONE)). Das deutschsprachige PC-Spielemagazin GameStar bewertete den Titel zu Release mit nur 60 Prozentpunkten. Das Spiel fange zwar die Vorlage stilistisch gut ein, scheitere aber „am generischen Spielablauf und der schwachen Story“. In einem Nachtest wertete man das Spiel fünf Jahre später auf 75 % auf. Mit zahlreichen Änderungen sei Inquisitor – Martyr ein deutlich besseres Spiel geworden, auch wenn man immer noch keine tiefgründige Story erwarten dürfe und weitere Probleme bestehen. Zudem stehen DLCs zur Verfügung.

„Spaßiger Feierabend-Actionschnetzler mit viel Charakter-Gestaltungsfreiheit und gelungener Umsetzung der Warhammer 40.000-Welt“

Das Onlinemagazin 4Players wertete bereits zu Release positiver, wobei die PC-Version etwas besser weg kam, als die Konsolenfassungen. Gelobt wurden Artdesign und Kampfsystem, während das Tutorial unzureichend sei. Die Mehrspieler-Modi hätte man sich dem Tester zufolge auch sparen können.

„Mechanisch, erzählerisch und hinsichtlich Charakter-Entwicklung gelungenes Action-Rollenspiel im Warhammer-40K-Universum. Das Potenzial einiger Elemente wird derzeit allerdings nur angedeutet.“

PC Gamer kam zu dem Schluss, dass das Spiel seine guten Momente habe. Als ein Hauptproblem identifizierte man die Games-as-a-Service-Elemente.

“Too much games-as-a-service cruft gets in the way of a potentially decent action-RPG.”

„Zuviel Games-as-a-Service-Ramsch verhindert ein potentiell ordentliches Action-Rollenspiel.“